# Feria del Sol (Mérida)
Feria del Sol (solfestivalen), også kaldt Carnaval Taurino de America er en kendt kulturel festival, der afholdes hvert år i Mérida i Venezuela.